# FED-дисплей
FED (англ. Field Emission Display -дисплей з автоелектронною емісією) — одна з дисплейних технологій. Дозволяє отримувати плоскі екрани з великою діагоналлю. Назва FED використовується компаніями Sony і AU Optronics. Подібні дисплеї, створені компаніями Canon і Toshiba, носять назву «SED-дисплей».
Особливістю тонких FED-екранів є низьке енергоспоживання, широкий кут огляду і безінерційність. Як повідомляють[джерело?], FED-екрани можуть оновлювати зображення з частотою до 240 Гц (більше, ніж у кращих РК-дисплеїв). Ще однією перевагою FED-екранів є те, що навіть за виходу з ладу до 20 % випромінювачів електронів на дисплеї не з'являться «мертві» пікселі.
З 1980 року в Красноярському ДТУ на підприємстві «Вітім», з 1990 року відомому у світі як «KGTU/VITIM», ведуться інтенсивні наукові дослідження з розробки технології та виробництва польових емісійних дисплеїв.
2008 року Sony продемонструвала зразок 19,2-дюймової FED-панелі, що має роздільну здатність 1280 × 960 пікселів, яскравість 400 кд/м², рівень контрастності 20000: 1 і частоту оновлення 240 Гц. Зображення на екрані такої панелі формується внаслідок електронних променів, що створюються в нанотрубках. Початок промислового виробництва FED-телевізорів Sony планувала на 2009 рік [уточнити].
До кінця 2009 року FED-дисплеї в продажі не з'явилися [уточнити]. Японська компанія FED, що займається розробкою таких дисплеїв, закрилася. Таким чином, майбутнє дисплеїв типу FED залишається під питанням [уточнити]. AU Optronics викупила активи у Field Emission Technologies, угода поширюється на ряд патентів, ноу-хау, винаходи та обладнання, що належать до перспективної технології плоскопанельних дисплеїв — Field Emission Display (FED).